# Crno Vrelo
 Crno Vrelo  falu Horvátországban, Károlyváros megyében. Közigazgatásilag Szluinhoz tartozik.

## Fekvése
Károlyvárostól 33 km-re délre, községközpontjától 10 km-re északra, a Kordun területén fekszik.

## Története
A falunak 1857-ben 187, 1910-ben 231 lakosa volt. Trianonig Modrus-Fiume vármegye Szluini járásához tartozott. 2011-ben  6 lakosa volt.

## Lakosság
| Lakosság változása | Lakosság változása | Lakosság változása | Lakosság változása | Lakosság változása | Lakosság változása | Lakosság változása | Lakosság változása | Lakosság változása | Lakosság változása | Lakosság változása | Lakosság változása | Lakosság változása | Lakosság változása | Lakosság változása | Lakosság változása |
| ------------------ | ------------------ | ------------------ | ------------------ | ------------------ | ------------------ | ------------------ | ------------------ | ------------------ | ------------------ | ------------------ | ------------------ | ------------------ | ------------------ | ------------------ | ------------------ |
| 1857               | 1869               | 1880               | 1890               | 1900               | 1910               | 1921               | 1931               | 1948               | 1953               | 1961               | 1971               | 1981               | 1991               | 2001               | 2011               |
| 187                | 177                | 164                | 176                | 184                | 231                | 218                | 245                | 162                | 151                | 147                | 138                | 187                | 137                | 10                 | 6                  |